# Portico di Ottavia
Il Portico di Ottavia (porticus Octaviae) è un complesso monumentale di Roma, edificato nella zona del Circo Flaminio in epoca augustea. L'insieme monumentale sostituiva il portico di Metello (porticus Metelli), del II secolo a.C., ed era costituito da un recinto porticato che circondava i templi di Giunone Regina e di Giove Statore. I resti attualmente visibili appartengono ad una radicale ricostruzione dell'epoca di Settimio Severo.

## Storia
Nel 179 a.C. il censore Marco Emilio Lepido dedicò il tempio di Giunone Regina, probabilmente un tempio di tipo italico, su alto podio. La statua di culto della dea, come riferisce Plinio, era opera dello scultore Timarchide.
Nel 143 a.C. Quinto Cecilio Metello Macedonico, dopo aver celebrato un trionfo nel 146 a.C. sulla Macedonia, fece erigere un tempio dedicato a Giove Statore su progetto dell'architetto greco Ermodoro di Salamina: il tempio venne dedicato entro il 131 a.C., anno in cui Metello rivestiva la carica di censore. Il tempio viene descritto da Vitruvio come un vero periptero di tipo greco, il primo edificio sacro costruito interamente in marmo a Roma. Alla costruzione sono legati i nomi di Sauro e Batraco, probabilmente gli scultori incaricati della sua decorazione, che avrebbero lasciato come firma la rappresentazione di una lucertola (saurus) e di una rana (batrachus), nelle spire delle colonne di ordine ionico, oggi da identificare con le colonne conservate a San Lorenzo.
Contemporaneamente venne probabilmente ricostruito anche il precedente tempio di Giunone Regina e i due edifici vennero inseriti nel "portico di Metello" (porticus Metelli), un recinto con portici sui quattro lati (quelli laterali a due navate), ornato da opere d'arte greche. Tra queste era celebre la turma Alexandri, ossia le 24 statue equestri dei compagni di Alessandro Magno morti nella battaglia del Granico, opera di Lisippo, che Metello aveva asportato come bottino di guerra da Dion, in Macedonia. Vi era inoltre esposta la statua in bronzo di Cornelia, madre dei Gracchi, celebre per essere stata la prima statua femminile esposta in pubblico a Roma. Le statue di culto dei due templi furono eseguite dagli scultori Dioniso e Policle, figli di Timarchide (la testa della statua di Giunone è forse riconoscibile nella cosiddetta "Giunone Albani" dei Musei Capitolini).
Il Circo Flaminio, da cui partivano i cortei trionfali, era già sede di diversi templi, edificati dai trionfatori a scopi di autocelebrazione. Si tratta tuttavia probabilmente del primo esempio di templi racchiusi da lussuosi portici, che accentuavano il carattere propagandistico dell'operazione, con modalità successivamente riprese a scala maggiore nei Fori Imperiali.
Nel 33 a.C., al termine delle campagne militari di Ottaviano in Illirico, i vexilla che i Dalmati avevano sottratto a Aulo Gabinio nel 48 a.C., furono restituiti e posti nel Portico di Ottavia. Tra il 27 e il 23 a.C. si ebbe una radicale ricostruzione del complesso, finanziata con il bottino della vittoria sulla Dalmazia da Ottaviano, che lo dedicò a nome della sorella Ottavia (porticus Octaviae). I templi furono probabilmente rimaneggiati e nuovamente dedicati. Fu costruita una biblioteca con due sezioni, una per i libri greci, l'altra per quelli latini, dedicata nel 23 alla memoria di Marcello dalla pietas materna. A questa fase dovrebbe appartenere un'esedra, visibile alle spalle dei due templi su un frammento della Forma Urbis Severiana, forse identificabile con la curia Octaviae, luogo di riunione del Senato. Nella ricostruzione il portico venne ampliato verso sud-ovest e vi furono aggiunti l'ingresso monumentale sporgente al centro del lato verso il Circo Flaminio e forse il portico esterno, che tuttavia potrebbe essere già stato presente nella fase metelliana.
Nell'80 il complesso subì danni in seguito ad un incendio e venne probabilmente restaurato da Domiziano. Nel 203 il portico e probabilmente anche i templi, vennero ricostruiti, probabilmente con la stessa pianta, e nuovamente dedicati da Settimio Severo e Caracalla ("portico di Severo" o porticus Severi), dopo le distruzioni dovute ad un incendio (forse quello del 191). Nel 442 subì i danni di un terremoto, in seguito ai quali due delle colonne del propileo di ingresso vennero sostituite dall'arcata tuttora esistente. Intorno al 770 a partire dal propileo di ingresso venne edificata la chiesa di San Paolo in summo circo, poi Sant'Angelo in Pescheria, tuttora esistente.
Il Ghetto di Roma fu istituito nel 1555, il Portico era al suo esterno.
Durante il medioevo il propileo, situato nel rione di Sant'Angelo, ha ospitato il mercato del pesce (Forum piscium o di "Pescheria Vecchia" da cui Sant'Angelo in Pescheria). È ancora visibile una lapide di questo periodo con l'iscrizione "CAPITA PISCIUM HOC MARMOREO SCHEMATE LONGITUDINE MAJORUM USQUE AD PRIMAS PINNAS INCLUSIVE CONSERVATORIBUS DANTO" (le teste dei pesci più lunghi di questa lapide, pinne comprese, devono essere date ai Conservatori [cioè agli amministratori civici]).  Il mercato del pesce fu spostato dal Portico d'Ottavia a piazza San Teodoro nel 1885, dopo l'unità d'Italia.
| Planimetria del Campo Marzio meridionale |
| --- |
| Tevere Navalia Circus Flaminius Teatro di Marcello T. di Diana T. della Pietà T. di Giano T. di Giunone T. di Spes Tempio di Bellona Tempio di Apollo Sosiano Tempio di Giove Statore Tempio di Giunone Regina Portico d'Ottavia Portico di Filippo T. d'Ercole Portico d'Ottavio Teatro di Balbo Crypta Balbi Portico di Minucio T. delle Ninfe Diribitorium T. di Giuturna T. della Fortuna T. di Feronia T. dei Lari Permarini Curia di Pompeo Portico di Pompeo Teatro di Pompeo Tempio di Venere Vincitrice Templi di Marte e Nettuno Santuario di Ercole Magnus Custos Tempio di Castore e Polluce Ponte Fabricio Isola Tiberina Porticus Maximae T. di Vulcano Porticus Divorum Villa Publica Hecatostylum T. della Fortuna equestre Anfiteatro di Statilio Tauro (?) |

## Resti e descrizione

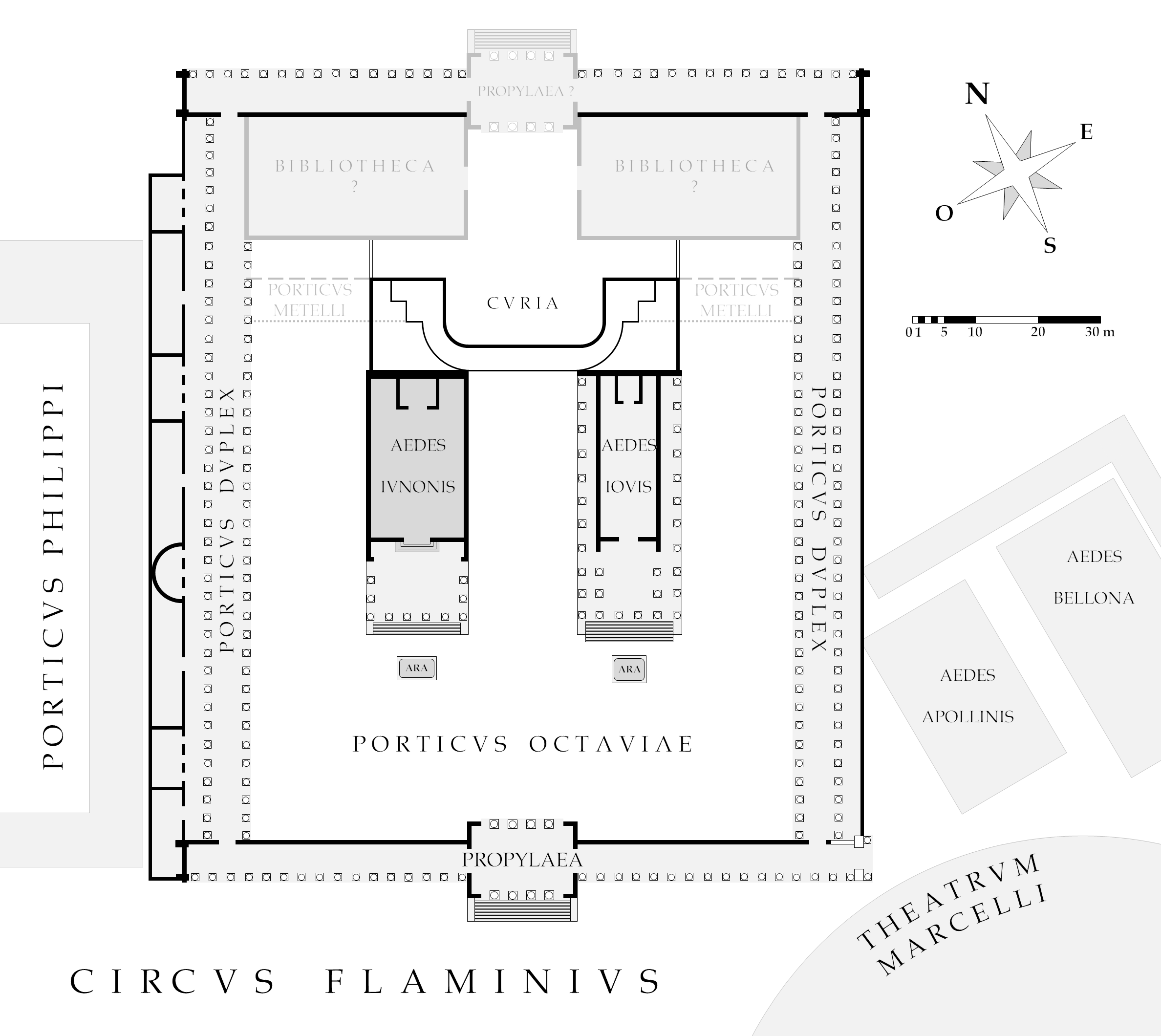
Pianta del portico d'Ottavia

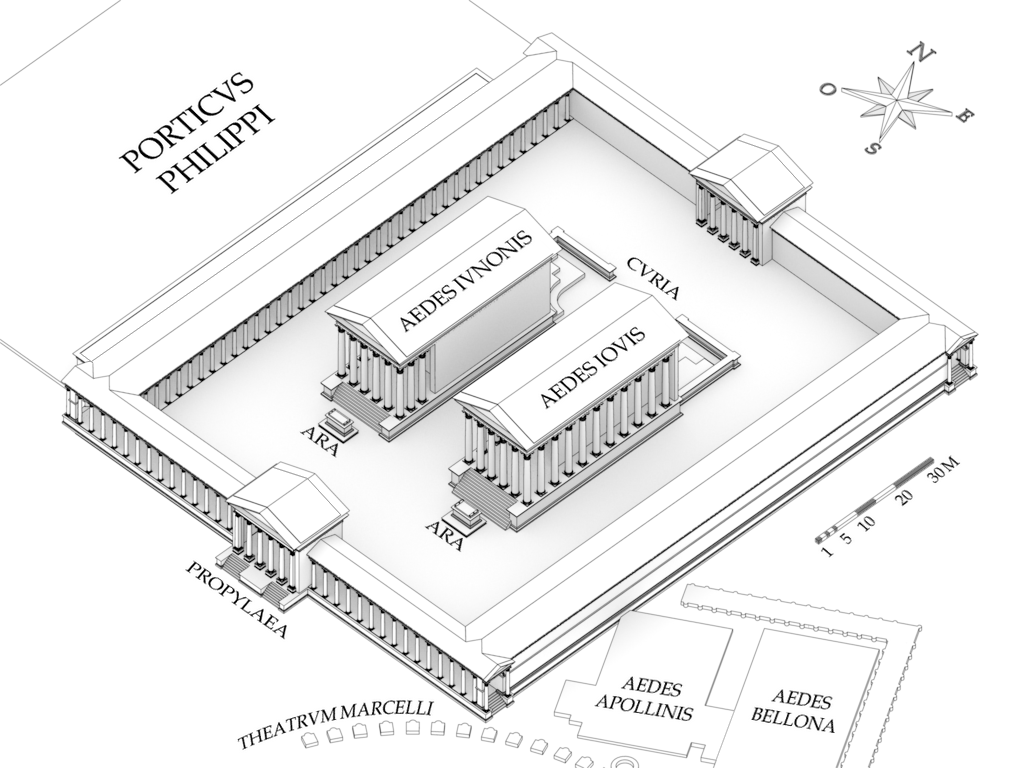
Restituzione del portico d'Ottavia

Sono attualmente visibili i resti dell'ingresso centrale sul lato verso il Circo Flaminio, nella ricostruzione severiana. Altri ingressi simili dovevano essere presenti al centro degli altri tre lati.
L'ingresso aveva due facciate uguali e simmetriche, esterna e interna, con quattro colonne tra due pilastri a capitelli corinzi figurati, con un'aquila al posto del fiore dell'abaco.
Sull'architrave della facciata fu incisa la seguente iscrizione che ricorda il restauro di Settimio Severo e Caracalla:
[imp . caes . l . septimiu]S . SEVERVS . PIVS . PERTINAX . AVG . ARABIC . AD[iabenic . par]THIC . MAXIMVS / TRIB. POTEST . XI . IMP . XI . COS . III . P . P . ET / [imp. caes . m . aureliu]S . ANTONINVS . PIVS . FELIX . AVG . [trib.potest. VI] COS . PROCOS / INCENDIO . CORRVPTAM . REST[ituerunt]
"L'imperatore Cesare Augusto Lucio Settimio Severo Pio Pertinace Arabico Adiabenico, Partico Massimo, nella sua undicesima potestà tribunizia, salutato undici volte imperatore, console per la terza volta, padre della patria e l'imperatore Cesare Augusto Marco Aurelio Antonino Pio Felice, nella sua sesta potestà tribunizia, console e proconsole, hanno restaurato (questo portico) danneggiato da un incendio"
Attualmente la mancanza del tetto mostra il lato interno del frontone, con numerosi blocchi di reimpiego della fase precedente: l'utilizzo di marmo pentelico per alcuni dei blocchi, come nel Foro di Nerva di Domiziano, ha fatto pensare che gli elementi provengano dal restauro di epoca flavia.
Sui fianchi l'ingresso presenta pareti in laterizio, in origine rivestite da lastre in marmo bianco, con arcate che mettevano in comunicazione il propileo con i portici esterni. Anche i pilastri e l'intradosso dell'arcata erano rivestiti di lastre di marmo. Sui fianchi gira la trabeazione della facciata, che viene più oltre sostituita da elementi in tufo destinati ad essere ricoperti in stucco. La copertura presentava tegole e antefisse di marmo.
I resti del porticato esterno, chiuso sul fondo da un muro, comprendono fusti di marmo cipollino e di granito grigio alternati, con capitelli corinzi.

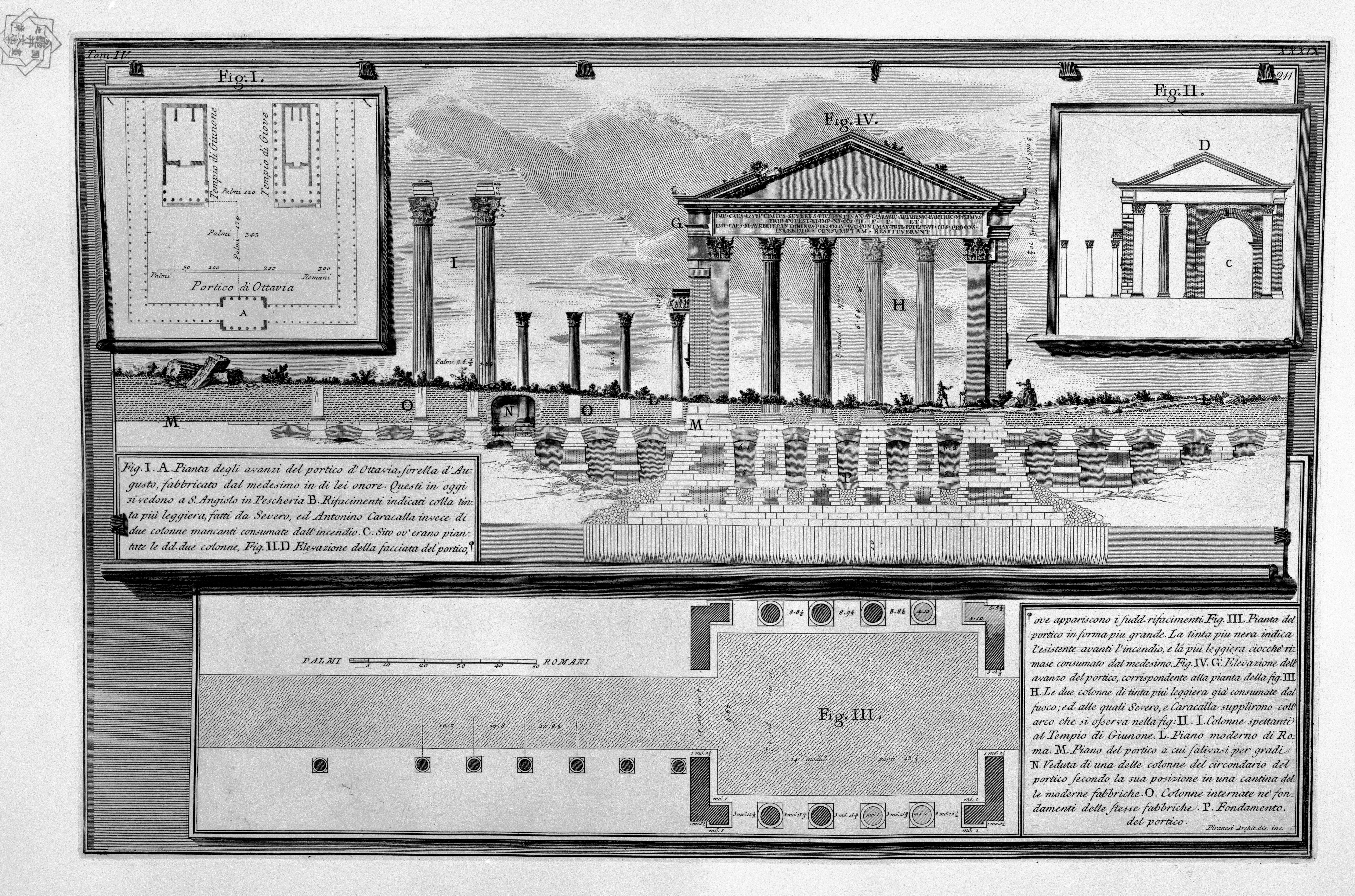
Pianta degli avanzi del portico d'Ottavia (Piranesi, 1756).
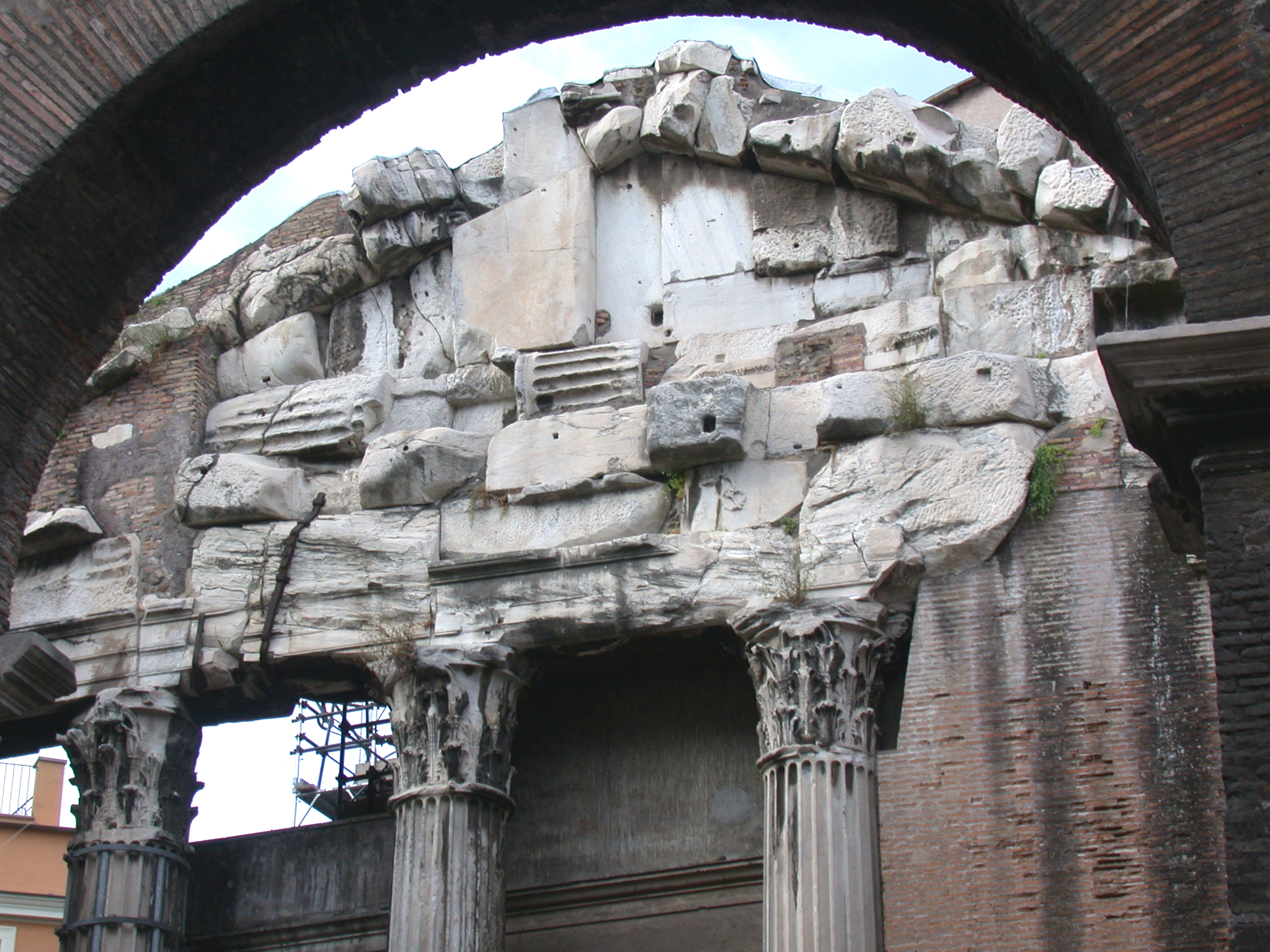
Retro del frontone della facciata interna del propileo di ingresso, con elementi marmorei reimpiegati
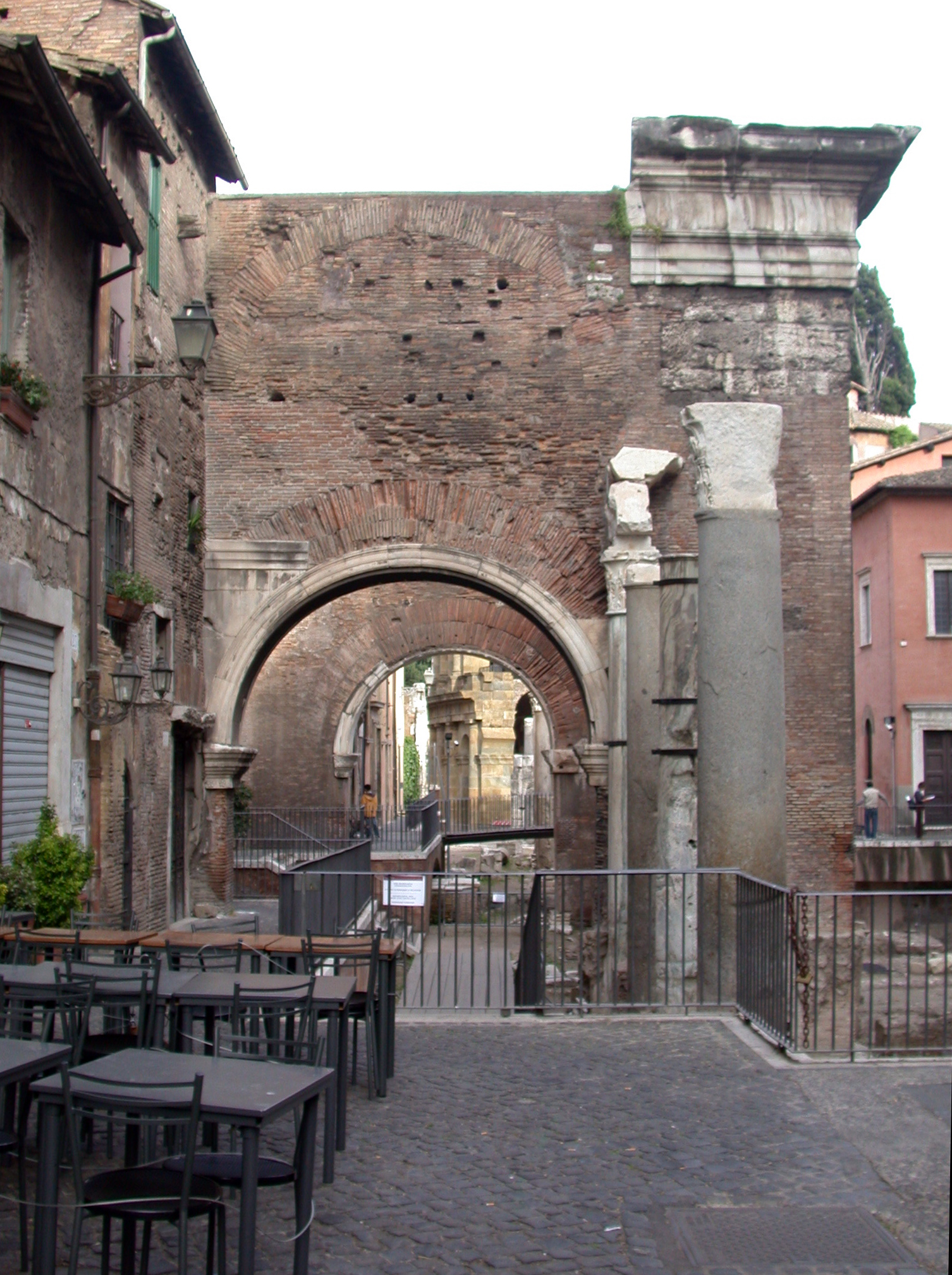
Fianco del propileo di accesso e resti del portico esterno
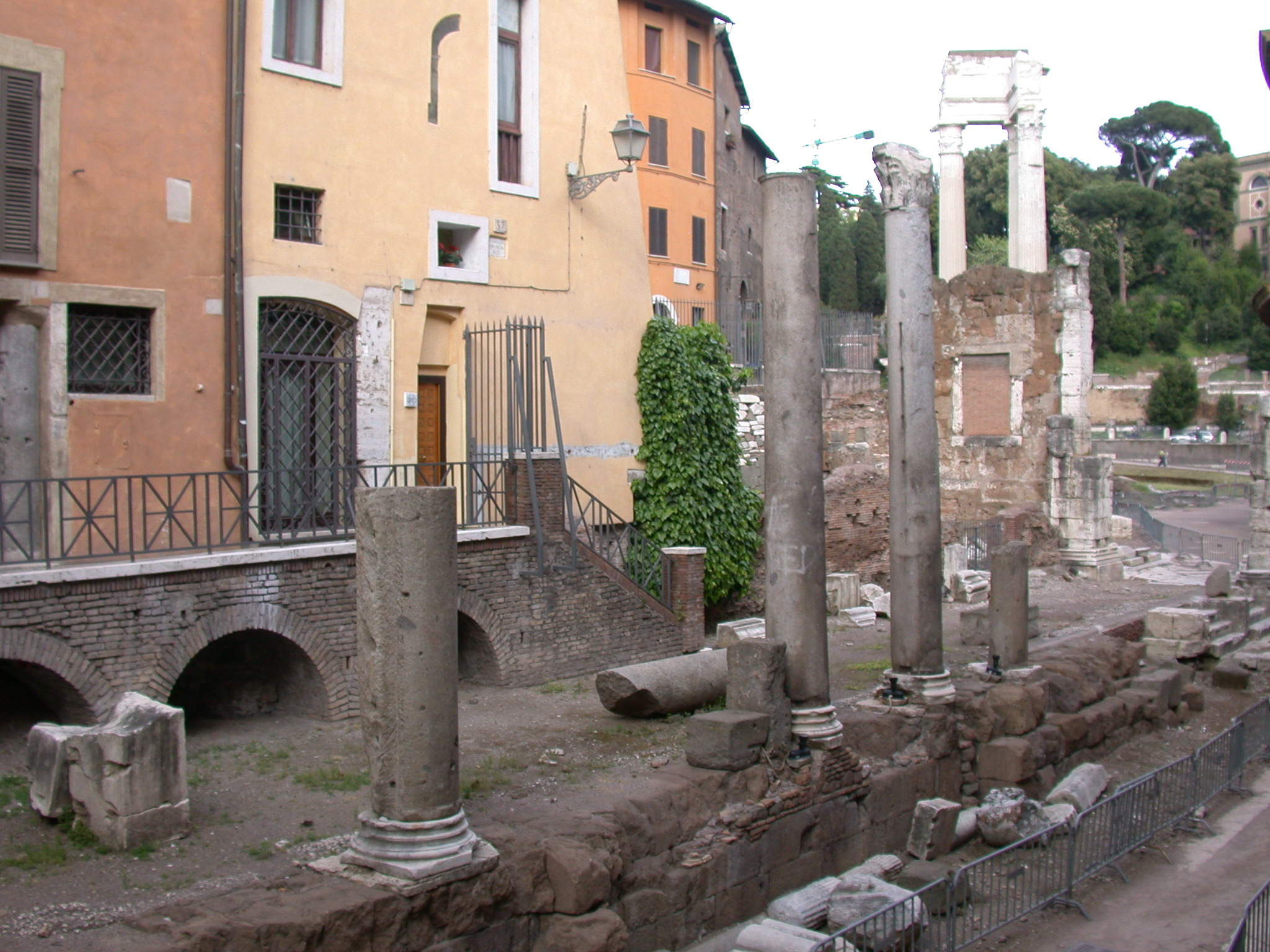
Resti del porticato interno sul lato sud-orientale

### Portico della fase metelliana (II secolo a.C.)
A questa fase del portico appartengono forse i resti della grande costruzione in blocchi di tufo di Monteverde, su cui venne successivamente ricostruito il complesso augusteo, ancora visibile sul lato sud-orientale. Il portico, privo in quest'epoca di un propileo di accesso sporgente, presentava già forse un colonnato esterno sulla facciata rivolta verso il Circo Flaminio. A questa facciata si accedeva dalla quota del circo salendo delle scalinate.

### Tempio di Giunone Regina
Alcuni resti della ricostruzione del tempio di Giunone Regina, di epoca severiana sono visibili nelle case circostanti, tra cui due colonne con capitelli compositi e un frammento di architrave in travertino.